# Jean Stablinski
Jean Stablinski, původním jménem Jean Stablewski, 21. května 1932 Thun-Saint-Amand - 22. července 2007 Lille, byl francouzský silniční cyklista polského původu. Byl mistrem světa v silničním závodě jednotlivců v roce 1962 a vítězem Závodu kolem Španělska (Vuelta a España) v roce 1958.

## Mládí
Rodiče Jeana Stablewského se počátkem 30. let vystěhovali z Polska za prací do Francie. Otec zde našel práci v dolech na severu země. Chlapec po smrti otce začal také pracovat na dole, ale vyučil se betonářskému řemeslu. Už od dětství tíhl k závodění na jízdním kole a ve čtrnácti letech se vydal se svým starým těžkým cestovním kolem na první závod. Když v tomto závodě kolo rozbil a sám se ošklivě zranil, otec mu závodění zakázal, ale posléze získal oporu ve své matce, a tak mohl začít se skutečným závoděním. Cyklističtí trenéři si jeho talentu povšimli a jako dorostenec začal závody vyhrávat. V roce 1948 získal francouzské občanství.

## Závod míru 1952
Ve Francii počátkem 50. let závodila řada dobrých cyklistů polského původu. Polští pořadatelé Závodu míru r. 1952 pozvali k účasti v pelotonu tým francouzských Poláků, v němž Jean Stablewski nemohl chybět. Ve svých dvaceti letech patřil k hvězdám 5. ročníku závodu. Vyhrál dvě nejdelší etapy: 2. května Lodž - Katowice (223 km) a 11. května Hřensko - Plzeň (210 km). V Katovicích oblékl žlutý trikot vedoucího jezdce a vezl jej čtyři etapy až do Lipska. Celkově skončil třetí.

## Profesionální kariéra
Úspěch v Závodě míru přivedl Stablewského do profesionálního pelotonu. Jean si záhy změnil jméno na Stablinski. Jako profesionál závodil patnáct let (1953 - 1968). Kromě vítězství na španělské Vueltě a na Mistrovství světa v italském Salò di Garda r. 1962 vyhrál čtyřikrát mistrovství Francie. Celkem dvanáctkrát se účastnil Tour de France, nejlépe skončil na 7. místě v r. 1961. V r. 1966 vyhrál úvodní ročník cyklistického maratonu (302 km) Amstel Gold Race na trati Breda - Meerssen v Nizozensku. Na sklonku kariéry r. 1967 obsadil 8. místo na Giro d'Italia. Francouzi mu říkali prostě - Polák (Le Polac).
Zkušenosti mu během 60. let umožnily pomáhat k vítězstvím nejlepšímu cyklistovi té doby Jacquesovi Anquetilovi, byl dobrým organizátorem. Jeho koníčkem bylo fotografování a každou volnou chvíli se mu věnoval. Starý fotoaparát byl jeho cenou ze Závodu míru 1952.

## Po skončení kariéry
Po skončení aktivní dráhy se Stablinski věnoval obchodu s cyklistickým materiálem, na sport však nezanevřel a byl cyklistickým činovníkem ve francouzských klubových týmech. Jean Stablinski zemřel 22. července 2007 v Lille.

## Významné závody
- 1952 - Závod míru (jako amatér) - 3. místo, 2 vítězné etapy, 4 etapy ve žlutém trikotu
- 1954 - závod Paříž - Bourges - 1. místo
- 1957 - Tour de France - 12. místo
- 1958 - Vuelta a España - 1. místo
- 1960 - Mistrovství Francie profesionálů - 1. místo
- 1960 - Giro d'Italia - 13. místo
- 1961 - Tour de France - 7. místo
- 1962 - Tour de France - 14. místo
- 1962 - Mistrovství světa Salo di Garda - 1. místo
- 1962 - Mistrovství Francie profesionálů - 1. místo
- 1962 - Vuelta a España - 11. místo
- 1963 - Mistrovství Francie profesionálů - 1. místo
- 1963 - závod Paříž - Brusel - 1. místo
- 1963 - Vuelta a España - 10. místo
- 1963 - závod Dauphiné Libéré - 1. místo
- 1964 - Mistrovství Francie profesionálů - 1. místo
- 1964 - Tour de France - 21. místo
- 1965 - Rund um den Henninger - Turm - 1. místo
- 1965 - etapový závod Kolem Belgie - 1. místo
- 1965 - Grand Prix du Midi Libre - 1. místo
- 1966 - Amstel Gold Race - 1. místo
- 1967 - Tour de France - 19. místo
- 1967 - Giro d'Italia - 8. místo